# Wuling Motors
Liuzhou Wuling Automobile Industry Co., Ltd. (работеща като Wuling Motors; на китайски: 五菱汽车; на пинин: Wǔlíng Qìchē) е китайски производител на автомобили, официално създаден като съвместно предприятие от Liuzhou Wuling Motors Co., Ltd. (съкратено: Wuling Group) и Wuling Automobile Group Holdings Ltd.
Произвежда двигатели и превозни средства със специално предназначение, а именно електрически автомобили, камиони, автобуси и авточасти.
Компанията също управлява съвместно предприятие със SAIC и General Motors, наречено SAIC-GM-Wuling (SGMW).